# Rhynchotechum discolor
Rhynchotechum discolor är en tvåhjärtbladig växtart som först beskrevs av Carl Maximowicz, och fick sitt nu gällande namn av Brian Laurence Burtt. Rhynchotechum discolor ingår i släktet Rhynchotechum och familjen Gesneriaceae. Inga underarter finns listade i Catalogue of Life.

## Bildgalleri

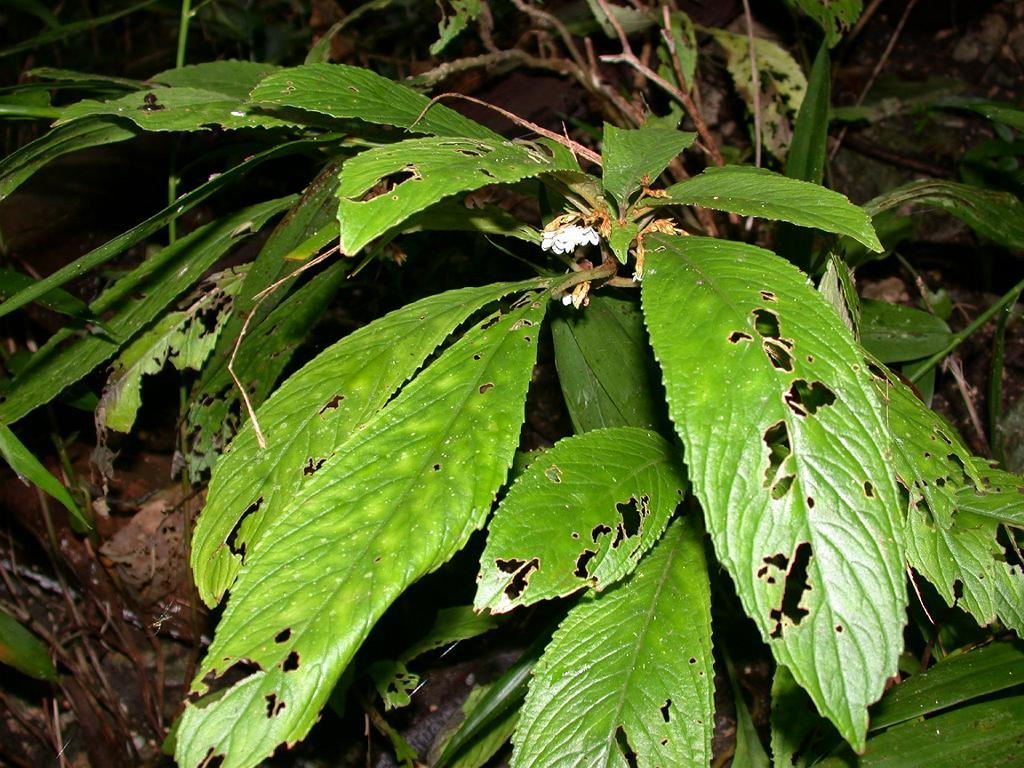